# Skjoldnæs
Skjoldnæs er Ærøs nordvestlige spids, nordvest for Søby. Stedet har  lagt navn til færgen M/F Skjoldnæs, der sejler mellem Søby og Fynshav. Skjoldnæs udgør Ærøs vestligste del, og skyder sig i nordvestlig retning ud i Lillebælt.
Næsset er ca. 4,5 km langt og ca. 800 m bredt, og kysten på stedet er overvejende skrænt. 
Jordoverfladen på Skjoldnæs består af let kuperet morænelandskab med et plateau langs midten af næsset. Mod syd falder terrænet jævnt, mens det mod nord falder brat i et ensartet forløb langs næsset. 
Omkring Skjoldnæs Fyr er der anlagt en 60 hektar stor golfbane og syd for golfbanen ligger sandtangen Næbbet, som ved den store materialevandring på stedet har en tendens til at vandre mod sydøst. Ud for Næbbet findes store mængder submarint bopladsmateriale fra Ældre stenalder. På strandvolden findes talrige rester af flintforarbejdning fra Yngre stenalder. På næssets yderste spids står Skjoldnæs Fyr som er automatiseret.
54°57′48.32″N 10°12′51.1″Ø / 54.9634222°N 10.214194°Ø